# 天を見つめて地の底で
『天を見つめて地の底で』（てんをみつめてちのそこで）は、髙橋美由紀による日本の漫画作品。
1990年（平成2年）から2000年（平成12年）までマガジンボックスの月刊「パンドラ」・秋田書店の月刊「学園ミステリー」・月刊「サスペリア」の各誌で連載。単行本は秋田書店「ホラーコミックス」より刊行され、全18巻。また、2015年10月より「ボニータ・コミックスα」より新装版が第4巻まで偶数月に刊行されるも第5巻以降は毎月の刊行に変更され、全12巻。新装版の最終巻には、単行本未収録だった番外編「天使がくれた夢」が収録された。
『天を見つめて地の底で‐新章‐』が、2010年（平成22年）より月刊「ミステリーボニータ」（秋田書店）の7月号より不定期連載を開始されたが、作者の別作品『9番目のムサシ レッドスクランブル』が同年11月号から急遽連載が開始され、『天を見つめて地の底で‐新章‐』は同10月号掲載の「約束の地 Part.4」で中断された。その後、連載再開を予定した2011年（平成23年）の春以降も休載は続いたが、『9番目のムサシ レッドスクランブル』完結後の「ミステリーボニータ」2015年1月号より漸く連載が再開され、同年3月号にて「約束の地」編は終了した。不定期ゆえに次の掲載は未定である。連載再開後は、晩夏の山の上の教会を舞台にした「約束の地」編の前半と作中時間で1ヶ月後の秋の病院を舞台に完結した後半ではまったくの別物と化してしまう。単行本は「ボニータ・コミックス」より刊行され、2015年4月の時点で既刊2巻。

## あらすじ
天に背き、天に焦がれる堕天使は放浪の果てにある人間の少年を愛した。人間の少年は過去を悔い地上をさ迷う堕天使を愛した。女子生徒として転入した聖の孤独な戦いを垣間見、邂逅と別離を繰り返し、次第に2人の心に離れることが死ぬより辛い愛が宿る。半ばに魔を宿す堕天使と人間の少年の愛が綴られ、その愛がすべてを変えてゆく。
男でもなく女でもなく、また善でもなく悪でもなく、そのどちらでもある者。天使の翼と悪魔の角を持つ「堕天使」本條聖。植え付けられた魔の心による“もう一人の自身”が罪を重ね、それゆえに天に焦がれる想いは聖自身を苦しめる。親友ルシフェルに欺かれたとはいえ天に背き追放され、罪を悔いて天界に恋い焦がれ、いつか天に許され帰還が叶う時を夢見て悠久の時をさ迷っていた。聖が天に還るまで一緒にいたいと願い、家族を捨て、友人を捨て、愛する聖と行動を共にする「人間」麻宮洋。そして魔王となって魔物の蠢く地底（ちぞこ）を支配し、同格の力を欲する聖を引きずり込もうと2人をつけ狙うサタン（ルシフェル）。
悲しい別離を繰り返しながらも人間を愛さずにはいられない聖だが、今まで愛した人間の誰よりも愛おしい存在に出逢う。その愛に遭遇して以来、幾度も天の扉が開かれたにも関わらず、聖が天界に還ることはなかった。人の形をした天の光、聖にとって遠い故郷よりも大切な存在ができたのだ。その"麻宮洋"という愛しい光を得たことで、2人に新たな葛藤が生じる。お互いのことを考え離れようとしても決して離れられぬ2人、堕天使「本條聖」と人間「麻宮洋」、そして2人を巡る者たちによって地上に"悲喜劇"が彩られる。

## 登場人物

### 主要人物
本條聖（ほんじょう せい）
本作の主人公。
読み切りの第1話を掲載した時、編集部が「女の子を出さなきゃ駄目!」と駄々をこねたので、仕方なく聖にセーラー服等の女子生徒の制服で女装させていた。コミックス第4巻に「聖&洋の今昔」と題して2人のキャラクターデザインの変遷を掲載しネタにした。
身長：171cm、体重：49kg（天使なので見かけと体重は無関係）、血液型：不明、洋と最初に会ったのが10月14日である。
陽に透けて金色に見えるブラウンの髪と同様の透き通ったブラウンの瞳を装っているが、本来は金髪碧眼である。天使の白い翼とサタンにより魔の心と共に植え付けられた悪魔の角を有する。魔の力を揮う時、青白い炎を纏ったと見紛うオーラを燃え立たせ、青く爛々と光る眼、血のように赤い唇という比類なき魔性の化身となり、この時ばかりは天使だと思う者はいない。角を見られただけで化け物呼ばわりされ、親しく接していても遠ざかってゆくのが常である。食事を必要としない。いつ天界を追われたのか自身でも覚えていないが、洋という「人間の形をした光」を得たことで既に天界への未練は捨てており、もはや「天=洋」に固定している。
元々は本名も「セイ」であり人間のように名字はなかったが、元男爵の画家「本條信篤（後述）」により漢字の日本名「本條聖」と命名された。瞬間移動したり、暗示をかけて意識を操ったり、夢に見せかけて洋に警告したり、髪質を変化させ癖っ毛になったり、ストレートヘアにしたりと多彩な能力で変装した。時には髪を触手として敵及び処刑する人間を捕縛する。洋のかなり近くで行動している。机に警告文を入れたり洋が窮地に陥ると即座に助けることから、影から見守ってはいるものの洋限定のストーカーと化している。ガチガチの級長タイプの優等生「岡崎」として伊藤の傍に張り付き、自身が捨てた洋を見守った時も同様で、そうした行為が逆に伊藤に正体を知られる原因になった。要するに、自分で自分の首を絞めて尻尾を掴まれるタイプである。洋しか視界になく隙だらけであるため、まりこにすらストーキングが可能である。
遥か古の時代、親友の天使ルシフェルに騙されて神に反旗を翻し、天界から追放され堕天使となった。魔王となったルシフェルと袂を分かち、天界恋しさに天の扉が開く時を待ち続けて地上を彷徨う。男でも女でも無く、またどちらでもある。善でも悪でも無く、そのどちらでもある。元々の天使としての特性か堕天使となった所為かは不明だが、行く先々で出会う人々の愛憎及びそれに類する感情や敵愾心を掻き立て、自身を巡る争奪戦を引き起こしてしまい、また大切なモノを踏み躙った者に対する残虐な仕打ちや復讐心が原因で心から守りたいと思う人間を死に追いやる結果を招いてしまう。そんな過去に囚われて後ろ向きなため、洋の人間としての人生を犠牲にしてはいけないと思い、何度も天界への手掛かりを見つけたと嘘をついては置き去りを繰り返し、その度に託したつもりで（洋的には）押しつけた友人の理解を得て送り出された洋のクレームを喰らう。十年前のクリスマスに撃退した「青」を誘き出し密かにサタンに取引を持ち掛け「地底には降りない。だが、洋に手出しをしないのであれば、天の扉が開いても天界に帰還しない。それを了承すれば洋には2度と会わない」という約定を承服させ、独り善がりの愚考で洋を捨ててしまう。クリスマスに舞う桜吹雪を返答としたサタンにより、洋に手紙を残して去った。しかし、ボロボロになりながらも追い続ける洋の姿に、一緒にいても離れても自分自身の存在は洋を不幸にすると思いつめて遂に他者の手を借りた自殺を決意する。しかし、慢心した氷の魔ドゥールーズが雪崩を起こし洋を襲ったことで「魔の言葉に真はない」と悟り、ドゥールーズを「百舌の早贄（もずのはやにえ）」の如く惨殺して再び姿を消そうとするも洋に抱擁され「行ってもいいけれど、僕は追い続けるからね。」と告げられ、自身の臆病さが逆に洋を傷つけ苦しめるだけだと気づき、再び共に生きる道を選択する。いつしか洋こそが「天の光」そのものと化し、彼の傍にいつまでも在りたいと願うようになる。それでもお互いのことを考えすぎるがゆえに、天を捨て洋と共にいたいという自身の願いと、離れたくないと思いつつ天に帰れと告げる洋の悲しい願いとの板挟みになり苦しむ。
強制的に連れ戻そうとする天界の身勝手すぎる陰謀により天使の力も悪魔の力も奪われ、強烈な苦痛と共に完全体の天使へと肉体が変貌させられてゆく。身体能力は皆無であるため、天使と魔の力を失うと何も出来ない。小物の魔はおろか一番非力な人間にすら対抗できず、危険に晒すまいと川原らに監禁されたため、このままでは洋と再会できぬまま否応無く天界に連れ去られてしまうと密かに呼び出したサタンと約束を交わし、魔物を率いて戦争を引き起こす役目を引き受ける。開戦の合図として右手を挙げようとした時、憎んでも憎み足りない魔王の力を借りてまで共に在ろうとした洋の声が響き、自身を強制送還するために開かれた天の扉のある山頂で抱き合うのだった。
「新章」で友人だった亡き神父の知己である海原翔也に生前、息子・刀祢を守って欲しいと懇願されて刀祢を守り魔道を完全に封じるべく神父の死より三十年ぶりに山の上の教会を訪れた。監督である三峰の脅迫による要請を受諾し映画撮影に出演することになるが、何故か洋に詳細を告げずに黙って行動する。魔物の解放による教会の倒壊を事故として処理された事件から一ヶ月後、刀祢の入院する病院に現れて無人の中庭に集う「誰もいない中庭同盟」の患者三名と言葉を交わした翌朝、刀祢を襲撃した魔物の群れを一掃した。その際、知り合った三人の「天使の翼」を見たという記憶は消去した。目覚めぬ洋の介護に従事する一方、天界を凌駕する存在である「人の姿をした天の光」の彼を意識不明に陥らせた元凶・松山ゆいと彼女に加担したスタッフに死にたくなるほどの恐怖を味わわせて再起不能に追い込み、記憶を消して教会跡に放置した。刀祢と三峰に堕天使であることを告白し、寿命で洋が死んだら転生するのを待つと宣言した。
麻宮洋（あさみや ひろし）
聖の唯一無二の伴侶。第5巻に収録された「タイタニック」篇だけは、誕生する前の出来事なので未登場。
生年月日：19××年11月17日、身長：171センチメートル、体重：65キログラム、血液型：A型、好きな色：青、出生地：東京。
私立青嵐高等学校の2年。女子生徒として転入してきた聖を愛し、行動を共にするようになる。聖が天使でもあり悪魔でもある堕天使だと知っても変わらなかった唯一無二の存在ゆえに、聖が愛した人間の中でも特別の存在。
多少の年齢の幅はあるものの女性にもてるが、聖しか眼中にないのでフリまくることになる。生来の霊能力により遭遇する心霊現象は数え切れないが、死霊と生きている人間の区別がつかなくて周囲には何も無い虚空で一人芝居をしているように映る奇行でも有名だった。幼稚園時代からの幼馴染の親友である伊藤の名前を女みたいだとバカにする「さくら組」の園児達とケンカし、彼のために名字で呼ぶようになった。両親はほとんど登場せず顔をボカした描写の母親が伊藤と会話したのみで、他には第7巻の「黒の堕天使」で登場した1歳年下の従妹の麻宮理加（あさみや りか）がいる。
気が遠くなるような永い時の流れの中で聖が愛した人間は他にもいたが、堕天使の正体を知っても変わらなかった唯一の存在であり、また、聖が「生死の理」に逆らい天の力を借りて生き返らせたのは洋だけである。聖のために天の扉が開くことを知ったサタンにより自身の命と日本を対極に置かれ、自身が生きている限り日本は気温が上昇し続けた挙げ句に灼熱地獄と化し、自身が死ねば日本が助かるという残酷な術を掛けられてしまう。街で騒ぎを起こす魔物を1匹でも倒そうと奔走する内に崩壊した建物の下敷きになって死亡、雨が降ったことでその死を知った聖が天に力を求めて生き返らせたため、今一度の生を得たのだった。聖が自分自身の存在だけを抜き取って再生するが、天の力が強すぎて洋は聖を覚えており、振り返らずに別れようとするも耐え切れずに両親と親友を残し、聖を追って雑踏の中に消えてしまう。
風の魔物である元天使シュリンに騙され聖の元を離れてしまうが、親友の伊藤から聖が天界に強制送還されることを知り、魔物達に襲われながらも聖の元に駆けつけた。聖を愛することは少しも悔いはないが、人間である自身は紛れもなく先に死ぬため、永劫の時を生きる聖を地上に置き去りにしてしまう自身の死後の聖を憂い、引き留めたことを後悔してしまう。
三十年以上前の約束を守ろうとする聖に同行し、山の上の古い教会を訪れた。過ぎた歳月が同じでも伊藤達を含めた世の人間とは異なる世界を生きるため、独特の雰囲気を有する青年になった。いつもなら記憶を消す聖が映画出演を引き受けてまで刀祢や撮影陣を守る過去を憂い、これ以上は聖の心に悲しみと悔恨を残すまいと協力する。聖に天使役を奪われたと筋違いの恨みを抱く女優と彼女に取り入る二人のバイトに地下室に閉じ込められ、そこに蠢く魔物の群れに囲まれながらも外に出すまいと自身を助けようとする刀祢を制止するが、遂に扉は開けられ魔物が解き放たれてしまう。魔物が飛び出し爆発したような建物の倒壊により降り注ぐ破片から刀祢を守って重傷を負い、彼と同じ病院に緊急搬送されてワケありの長期入院患者のための特別病棟に入院している。外傷は既に完治したが、心因性のショックによるものと思われる昏睡状態に陥っていた。松山ゆいのニュースと聖の呟きを聞いて覚醒し、スタッフに続いて主犯のゆいをお仕置きした帰りの聖を叱りつけるも力尽きて意識を失う。体力が回復した後、聖と共に姿を消した。永遠の命の堕天使と有限の短い寿命の人間、それゆえに己の死後に再び一人になり地上をさ迷うことになる聖を案じており、陰謀を弄して強制送還を企んだ天界の実体を知ってもなおルシフェルに狙われ続けるよりは天界に帰った方が聖のためだという思いを捨てきれない。

### 魔界
サタン
地底（ちぞこ）を支配する魔王。元の名はルシフェル。聖を唆して、その力を利用して神に背くも敗れて天界から追放され、地底に降り魔物達を支配する魔王となった。聖を取り込もうとあの手この手を使い陰謀を巡らし、天を捨てかねない程の強い愛情を抱く相手が現れれば、その命を奪い、盾にし、聖を地底に引きずり込もうとする。
言うとおりにしなければこんな酷い目に遭うぞと脅迫することで、逆に聖の神経を逆撫でし逆鱗に触れるだけだということが未だに理解できず、学習能力の無さを晒している。旧シリーズの「最後の審判」で1度は死んだ際の洋によれば聖に対して歪んだ恋心を抱いているらしい。
作者に、サタンのサンちゃんと呼ばれている。新章「約束の地」編では未登場。
赤
精神を司る魔物。青と共に魔王の側近だったが、聖の魔性の魅惑に籠絡されて秘密をしゃべってしまい魔王に抹殺された。当初は赤い球体だったが、最終的には馬頭になった。
青
聖の魔の力により口を滑らせ抹殺された“赤”と共に魔王に仕える側近。短気で傲慢で自惚れ屋でプライドが高く、自身の力を過大評価する。精神攻撃の得意な精神の赤に対して、ゴリ押しで攻める力を司る。グレダにすら敬語で話しかけられても蔭では阿呆と言われる。自身の主張通りに魔界に背く行為があっても気に入らないという理由で難癖つけて怒鳴り散らすだけであるため、当たり散らすだけで当初の目的を果たせずに終わる。自身では、相手の首根っこを掴んで追及しているつもり。聖と洋に完全に加担してシュリンを庇ったグレダと戦うが、ボロボロになりサタンと共に魔界に去った。
当初は、ぷかぷかと中空に浮遊する青い球体だったが、癖っ毛のロン毛と尖った耳の人間の若い男性の姿にキャラクターデザインが変更された。
グレダ
聖に口を滑らせて魔王に抹殺された"赤"に代わる魔王の側近。
聖の魔の教師でもあるため、策に長けている。次第に聖と洋の心情に傾倒してゆき、魔王に反旗を翻したシュリンを憐れみ、同じ魔王の側近である"青"と戦い、そのまま魔界を出奔した。天使時代のサタンと共に天に背き地底に下って魔物と化したことに疑念も後悔もないが、騙されて神に背いたことを悔やみサタンに敵対した聖にはくすぶり続ける想いを抱いており、悪魔の角を植えつけられても幽閉されても天を焦がれる自身を貫く聖を見かねて牢獄から逃がしたという過去が、シュリンを救うという形でも聖&洋に加担したことに大きな影響を及ぼしている。魔界を出奔後、いずことも知れず姿を消した。
当初は巨大な頭部に直接足が生えた化け物の姿だったが、聖&洋が和解して以降、人間の壮年の男性の姿にキャラクターデザインが変更された。
ドゥールーズ
氷の魔。腰に布を巻いただけの青年の姿をしており、右半身が獣のように毛で覆われている。サタンに心酔しているが、自身の価値を実像以上に高いと考えており、サタンが欲しがる聖を天使くずれと蔑んでいる。グレダの警告を無視して痛い目に遭ったにも関わらず、雪崩を起こして洋を襲ったことで聖の逆鱗に触れて惨殺された。
シュリン
風の魔物。当初、力の“青”につき従うも洋に魅了され、聖に取って代わろうと洋の心を踏み躙ってしまう。愛と欲望の差異が理解できずに詐術により彼を手に入れるが、欲しいと願う想いは洋と聖の2人であればこそ紡がれるのだと、微塵も変わることのない聖に対する愛を抱く洋の姿に思い知る。それでも彼に愛されたいと願いゆえに魔王を欺き、グレダの警告も無視して引き離せば洋に聖を忘れさせることが出来ると思い込んで天界に強制送還されかけている聖の窮地を隠蔽してしまうが、伊藤により聖の置かれた事情を洋に暴露される。友人としても自身は洋を裏切っていると薄々は気づいていたため、山頂に向かう途中で“青”に襲われるも洋を逃がし、逆上した“青”に嬲り殺しにされかけるも2人と自身を慈しみ反旗を翻したグレダに救われた。

### 聖&洋の友人
早乙女まりこ（さおとめ まりこ）
身長：163センチメートル、体重：45キログラム、生年月日：19××年2月11日、血液型：O型、好きな色：淡いピンク。
聖（セント）マリア女学院の高等部2年だったが、最終的に幼・小・中・高・大とエスカレーター式の同校の大学部に進級した。聖は違うが洋とは同い年である。聖と洋に「僕達の永遠の少女」と呼ばれる存在。
出会った当初、聖に守られていることを知らない洋に憤慨するが、実際は知らないフリをしているだけだと自身こそが何も知らなかった。聖に恋しながらも悪魔の角に恐怖を抱き怯んでしまったが、2人の友人として接するようになり最大の理解者となる。第16巻の「秋の終わりのめぐり逢い」で聖の日本名の名付け親である本條元男爵の絵画展で聖の肖像画を目撃し、会場の係をしていた伊藤と出会う。シュリンに騙され聖が天界に帰還したと思い込んだ洋の手紙に動揺し、彼の親友であることを打ち明けた伊藤に励まされ、2人で聖&洋を捜してペンションに辿り着いた。
伊藤正美（いとう まさみ）
身長：174cm、体重：65kg、生年月日：19××年8月21日、血液型：AB型。
洋の幼馴染。顔にソバカスがある。聖に捨てられボロボロになった洋と再会した時は独占欲に塗れた憤激を聖に抱き、聖が堕天使であることも悪魔の存在も信じていなかったが、最終的に人間をまるで理解できない聖を非難しつつ洋を送り出した。
高校卒業後、宗教学者・入江高一郎の助手となる。洋のために自身を救う代償として自らグレダに捕らわれた聖と共に洋が死を選択した時、2人を一緒に逝かせるために殺す役目を引き受けたこともある。まりことは聖&洋の真に理解する者同士である。洋と共にいるためなら、彼と離れて天界に連れ戻されるくらいなら、そうされないために憎んでも余りあるサタンとさえ手を組む聖の暗く激しい情念を察し、シュリンに騙されながらも次第に心を開いた洋を迎えにゆき、日本アルプスのとある山頂の聖を強制送還しようとする天界が設えた天の扉に洋を連れてゆく。
川原徹男（かわはら てつお）
愛称は「テツ」。初登場は私立湘栄高等学校2年の野球部員としてコミックス第6巻収録の「桜咲く前に」である。洋や伊藤と小学校時代の同級生。中学のころに両親が事故死し親戚に引き取られるが、遺産目当てだった彼らにそれを奪われて追い出され、高校の寮「杉沢寮」に入った。洋を騙した聖により彼を自身に託されるが、宮崎にも指摘されたように洋の心を無視しており、彼の心を尊重して駅で列車を待つ聖の許に送り出した。終盤、大学に進学しM大野球部員として合宿に参加していたが、聖が天に帰ったと思い込んだ洋と再会する。また聖にも会うことで洋の置かれた状況を知り、洋と聖の秘密を共有する元「杉沢寮」の寮長だった宮崎と共に榊原（シュリン）の企みに気づく。やがて洋から手紙を受け取ったまりこと共に2人を探していた伊藤も合流し、天界により強制送還されかける聖を、魔物に襲われるよりはマシだとペンションの一室に監禁した。人間には耐えられない天界の光に意識を失っている間に聖&洋は去ったため、聖は天界に連れ戻されたのだと決めつけ真衣に八つ当たりして伊藤に呆れられる。
榊原真衣（さかきばら まい）
シュリンが洋を騙すのに利用した少女。それでもシュリンを兄「榊原和也（さかきばら かずや）」として憎みながらも慕い、聖に恋して行動を共にするが、天界の身勝手な強制送還の準備で全ての力を奪われた聖を魔物に襲われるくらいならと自身の行為を正当化し、聖を監禁してしまう。後日談「めぐり来る日々の奇跡」で生きていたシュリンに再会し、聖の生存を悟る。
神名月しのぶ（かんなづき しのぶ）
まりこの親友。当初、聖をまりこの恋人で洋はただの友人だと思い込み、洋に恋していた。しかし、聖が堕天使であり、2人が愛し合う恋人であることを知り失恋した。以降、報われないし不幸になるとまりこを非難し、関わるなと石礫をぶつける日々である。

### その他
原田まり子（はらだ まりこ）
第1巻の「哀しみの復讐（リベンジ）」で、聖の心にその死で悲しみを刻んだ少女。聖ライジア女学院高等部3年の18歳。
霊感があり、幼いころから霊が視えるとはいえ喋りすぎた所為で周囲に疎まれ、孤独に生きてきた。プールにいる魔に学校の女教師が殺され、余計に怯えるようになる。小さな魔を浄化した聖に惹かれるが、聖の魔の波動に狂ったクラスメイト3名に妬まれプールのフェンスに縛り付けられてしまう。餌がすぐ傍に来たことで活気づいた魔によりプールに引きずり込まれ、白い翼を広げ天使の力で救おうとした聖の目の前で絶命した。
聖は孤独という同じ苦しみを味わう存在として親近感を抱いた。
笹村守（ささむら まもる）
第1巻の「石碑」に登場した高2の少年。100年ほど前に霊道を塞ぎ魔物から救ったが、男でも女でも構わなかったものの角を見て鬼だと誤解し、聖を傷つけた「たえ」の玄孫（やしゃご / 孫の孫）である。祖母から高祖母の死に際の「聖、ごめんね」という言葉を聞いており、去る時に「たえ」の記憶を消したものの臨終に記憶が蘇った彼女は聖を傷つけた罪を悔いていたのだった。
美加（みか）
第1巻の「天使の悲劇」で、優しい女性だと信じた悪魔教徒の信者に「サバトの生け贄」として育てられた16歳の少女。彼らを聖が呼ばれた魔物を操って惨殺した光景を見たショックで精神が崩壊し、悪魔と呼んで聖が手を伸ばすのを止めてしまったことで転落死した。
高科美江（たかしな みえ）
第2巻の「新校舎の怪」で、建築中の新校舎に巣喰う魔物の餌食になった少女。洋と同じ青嵐の生徒で、2年B組にいた。生前、野菊の花を添えて洋に告白の手紙を送ったが、聖以外は愛せないことを洋は自覚していたため、特に応えることもなかった。
枕崎みどり（まくらざき みどり）
第2巻の「村祭り」で、“人切り城主”の伝説と余所者を敵視する人間が巣喰う村の出身。
渡辺（わたなべ）
枕崎家の別荘の管理人。
早乙女夏美（さおとめ なつみ）
第6巻の「天と地のはざま」で、聖の名付け親である本條男爵の唯一の孫娘。幼いころから聖の肖像画に憧れており、実在するも堕天使だと知りつつ一緒にいたいと懇願するが、夏美が愛するどころか恋してもおらず憧れの域から一歩も出ていないことを指摘した聖に拒絶され、一生魔物に襲われる生活に耐えられないことを自覚して涙と共に断念するしかなかった。
本條信篤（ほんじょう のぶあつ）
聖に「本條聖」という漢字の日本名を与えた名付け親である。
市に寄贈され「市立歴史記念館」になった屋敷に50年前に住んでいた旧華族の男爵。出征して戦死した。魔物を追って本條邸の庭先に迷い込んだ聖に驚くことなく天使と呼んで歓待し、始末し損ねた魔物を必ず仕留めると思い定め「貴方の子孫を守ってみせる」と誓った聖に自身の血に連なる子供達の将来を託した。しかし、全財産を聖に譲ってしまったことで家族の心に聖に対する恨みを植えつけてしまう。
入江高一郎（いりえ こういちろう）
「天使のふりをした天使」で登場した宗教学者。冬山で遭難した際、聖によく似た天使らしき人影に救われて天使を研究するが、実在しないという世間一般の常識に埋没して自身でもそう思い込んでしまう。しかし、天界を追放された堕天使とはいえ聖という実物の天使や聖を狙うグレダという魔物に堕ちた元天使を見、聖に寄り添う洋の姿に自身の間違いを知る。

### 番外編

#### 無題
屋本良樹（やもと よしき）
伊藤の中学時代の友人。意中の少女に告白しようとキャンプを計画するが、伊藤や洋等の自身のフィルターでライバル視という名の色眼鏡で難癖つける対象が続出。が、魔物に襲撃され、失踪した洋に遭遇したことで失踪の理由を"堕天使の恋人の存在"により知るのだった。みおに言い寄ろうとしていると色眼鏡で洋を敵視する以前に、自身が彼女にとって"その他大勢"の1人でしかないという現実を忘れている。面白がって伊藤の親友（洋）は魔物に浚われたと言ったため、伊藤の怒りを買い、みおには呆れられてしまう。
野口みお（のぐち みお）
良樹が告白しようとしている少女。洋や伊藤と優しい少年に好意を抱き、良樹には目もくれない。

#### 果てしなき航海
ウィリアム・ロード
愛称「ウィル」。番外編「果てしなき航海」で、ロバート・ウィルカックス男爵に甘やかされた所為で、使用人の分をわきまえない傲慢な性格に堕落した少年。
秋が深まるある日、ウィルカックス男爵の後継としてやって来たセイと出会い恋するが、自身を守ろうとして真の姿を晒してしまった聖の角を見て悪魔と叫び、存在自体が罪だと宗教上の偏見から聖を拒絶し傷つけてしまう。ストラウス夫人に罪を犯したことのない人間なんて存在しないと諭され、自身の愚かさを悔いて聖に告白しながらも幼い兄弟ルイ&ロロを託してタイタニック号と運命を共にした。
チャールズ・ロングフォード
ロングフォード侯爵家の長男。階級制度を心から侮蔑し、貴族の家に生を受けた我が身を恥じている男性。聖が堕天使、しかも悪魔の角を有しているという点までは知らないが、人間ではないと知った上で、ウィルとの恋の橋渡しをする。タイタニック号の事件の被害者の一人。ウィルと共に心静かに北の海に命を終えた。名前は後に「リチャード」とされ、前半と後半で異なる理由については不明である。
ログ・ゴードン
ウィルカックス男爵邸の執事。心から亡くなった男爵に仕え、ウィルの将来を案じていた。
イサドル・ストラウス
ウィルに愛を説いた貴婦人。キリスト教は所詮は人間が自分達に都合良く作り出したモノだが、それゆえに歪んだ部分を鵜呑みにした人間が多い中で「貴方は罪を犯したことはないの? いいえ、そんな筈はないわよね。人はみな生まれながらに罪を背負っているのですもの! 」とウィルの愚かさを指摘し、彼の言動に傷ついた聖の心を思い遣るように諭した。救命ボートに乗ることを拒絶し、愛する夫と共に氷海に沈む。
ルイ、ロロ
タイタニック号事件で本当に洗濯かごに入れられて海上を漂流し、奇跡的に生き残った兄弟。実在の救助された乗客である。
ジャック・フィリップス局長、ハロルド・ブライド
タイタニック号の通信局に勤務する無線通信士。乗客からの電報の依頼数が多くてイライラしていたことも事実だが、他の船の通信士からの善意の忠告を踏み躙ったため、氷山の危険を知らせようとした船員の声が届かなくなる元凶になった。タイタニック号の助けを求めるSOSはその所為で、聞けば救助に来てくれる船もあったにも関わらず、他の船に届かなかったのはこの2名の罪である。

#### 一人の秋のエピソード
柏木ゆか（かしわぎ ゆか）
洋を捨てた聖がその年の秋に出会った少女。中2の夏に両親が離婚しグレてしまうが、幼いころから自身が恋していたクラス委員の広志が立ち直らせようと毎日家に通い、必死に告白してきた彼が公園の池で待っているからという誘いの言葉に怯え、ずっと行かずにいたある日、池で死んだという連絡が入り自身が殺したと苦しんでいた。実は、自身を狙う不良3人組により暴行を受けて池に突き落とされたことを知る。カッターで切りかかってもたかが知れていたため、逆に殺されかけるも聖により3人は魔物に喰い殺され、いつか聖も自分自身の間違いに気づくと告げつつ洋と共に自身の前にと願った。1年後、洋と共に生きる道を選択した聖が彼と共に公園に現れ、密かに目配せし去った。
木戸広志（きど ひろし）
ゆかの恋人。彼女の想いを知ることなく、横恋慕する不良どもに殺されるも怨霊になることなく昇天した。

#### 天使が降りた夜
峰岸英子（みねぎし えいこ）
ミッションスクールの2年の17歳。寮を抜け出して遊んでおり、シスターである院長の温情で礼拝堂の罰掃除の際、負傷した聖に遭遇し匿う。
水森恵美（みずもり えみ）
某大臣の娘。生徒の上下（上級生&下級生）+同級生に愛される英子を妬み、部外者の男性（聖）を引き入れていると知り、生徒を襲う謎の影の正体は聖だと騒ぎ立てる。

#### 天使がくれた夢
美久（みく）
大好きな幼馴染の健と別れる寂しさに悲しむ寂しい心を魔物に狙われるが、聖に救われる。聖に「一人じゃない聖を見せて」と約束を交わし、成人後、健と結婚式を挙げた際に洋と共にお祝いに訪れて約束を果たしてくれた聖と再会した。
健（けん）
美久と幼馴染の少年。父親の転勤で引っ越し、美久と離れ離れになった。紆余曲折の末に、美久と結婚した。

### 新章
海原刀祢（かいばら とうや）
俳優。魔物に襲われ続ける青年。父が若いころに「天使（聖）」に救われたことを書き記し発表したことで世間の非難の嵐に晒され、自身もまた非難の嵐に見舞われて元凶の父を呪った。聖が父の会った「天使」かもしれないと確信した瞬間、洋という恋人がいるのを知りながら聖の唇を奪いかけるも寸前で拒まれた。魔物を目撃しながらも高校生のころの父やその既知の神父と知り合ったという聖の話を信じられないため、断るための口実だと誤解した。その後、松山ゆいの愚挙を目撃し彼女に加担したバイトの片割れが落とした煙草で起きた火災もあり、閉じ込められた洋の制止の声を無視して彼を助けようと扉を開けてしまう。魔物の群れが飛び出したことにより教会は倒壊し、降り注いだ破片から洋が庇ってくれたので軽傷で済んだ。一ヶ月後、刑事の事情聴取により松山ゆいが未だに聖に悪意を抱いていることを知り、洋に救われたこともあって憤慨する。その翌朝、三峰との会話中に魔物に襲撃されるも聖に救われた。魔道のあった教会から遠く離れている東京の病院にいても何故か魔物の襲撃は絶えず、叶わぬ恋と知りながらも聖を思い切れずに苦しむ。父の代より魔物の脅威は聖の羽根の守護で遠ざけられていたが、小説の映画化に伴い撮影陣が教会にやって来たことで再び魔物は活性化してしまい、魔道を塞いだ神父と彼に関わる父に対する彼らの憎悪は二人亡き今は自身に向けられたため、生前の父から守ってくれと頼まれて聖が撮影先の教会を訪れたことを意識を取り戻した洋から教えられた。寿命により洋が他界しても転生を待って彼の魂を見つけ出すという聖の想いを知り、やっと心に整理がつく。一年近く後、事件・事故と精神崩壊の犠牲者が出た作品であるにも関わらず奇跡としか言いようのない映画化の実現により、天使役抜きで映画がクランクインして一足先に三峰と共に再び登った山の上の池のほとりで、天使役の衣装を纏った聖とつかの間の再会を果たした。
海原翔也（かいばら しょうや）
刀祢の父親。「約束の地」編の事件の元凶。息子が自叙伝である処女作「天使が降りた日」の中の自分自身の役での出演が決まり、撮影に赴く前に亡くなった。自身の小説が原因で幼い刀祢をイジメ被害に遭わせてしまった。世間はおろか親友や息子にすら信じて貰えなかった天使に会ったという事実、それはそう思いたくなるような「何か」だと誤認されている。聖が山の上の教会にやって来たのは、神父は既に亡く自身も死んだ後は魔物の憎悪が息子に降りかかることを知り守って欲しいと懇願したためだった。
少年時代、家庭の問題と打ち続く不幸に努力もせずに誰かが救ってくれないかと奇跡が起きることを妄想して時間を無駄に潰し、町外れの教会の神父が相談に乗ってくれたものの彼は山の教会に異動になったため、自身だけが不幸で孤独だと自分自身を自ら閉じ込めて絶望した挙げ句、神父との文通だけでは物足りないと不満ばかりを溜め込んで自殺を決意した。死ぬ前に一目神父に会いたいと山奥の教会に向かったその日、抜け出した魔物に襲われ殺される瀬戸際に"生きたい"という見失っていた己自身の真実を見出し、神父に頼まれた聖に救われた。そこで思い出として心の中にしまっておけば何も問題は無かったが、妄想だと思われていても天使（聖）の存在を公表したことで恩を仇で返してしまう。また、映画化により撮影陣が問題の教会にやって来たことで魔物の活性化を齎し、自身に対する魔物の恨みがシフトして標的にされてしまった息子が作中の自身を演じることで二重に危険に晒してしまう。
三峰信介（みつみね しんすけ）
映画監督。刀祢の父親の翔也の親友。幼いころは信じていた息子にすら非難され誰一人として信じて貰えぬまま病死した翔也の遺作「天使が降りた日」を映画化しようと山奥の教会にやって来たが、信じていない人間の一人なので欠片も実話だとは信じていない。天使役は聖しかいないと確信してワケありだということにつけ込んで脅迫して映画出演を強要し、女優の松山ゆいを強引に降ろしたことで魔物の横行という深刻な事態を招いてしまう。次の作品でヒロイン役を用意し彼女が落ち着けば何とかなると思い込み、ゆいの筋違いの憎しみの矛先が聖や洋に向かうことを考えていなかった。一ヶ月を経ても反省してはおらず、怪我が治っても休養も兼ねてとマネージャーに退院させて貰えない刀祢を問いつめ、真相を掴もうとなおも波風を立てる。断られても聖に再び出演交渉を試みる自身のことは遠い棚の彼方に放り投げ、映画に出演しようとゆいに纏わりつかれ困惑するが、彼女に加担したスタッフが失踪し、やがて主犯のゆいもまた姿を消した事実に愕然となる。彼女を案じてマンションに向かう途中で一ヶ月前の教会倒壊事故と三十年前の親友の身に起きたことを洋に聞かされるが、紋切型の天使像しか知らないので天使の聖が復讐を考えるのかと疑問を抱く。彼に洋に懇願されて戻った病院で聖の正体が堕天使だと知り、何者にもつけ入る隙の無い二人の究極の愛を悟る。
神父
今は亡き聖の友人。霊能者。30年以上前に教会を建てることと人々の信仰と祈りと自身の霊能力で魔道を塞いだ男性で、陽気で豪快。聖の「もう一つの顔」までは知らないが、聖が人外の存在だと知りつつ匿っていた。不確定な魔道を突き止めた上で完全に塞ごうと準備を進めていた矢先、想定外の嵐により教会の一部が破損し魔物が何体か抜け出してしまう。重傷を負いながらも運悪く教会を訪ねて来た翔也（刀祢の父親）を助けてくれと聖に彼を託すが、池のほとりで翔也を救った聖が急ぎ戻るも時既に遅く他の魔物が抜け出さないよう穴を自身の体で塞いだ状態で絶命していた。
松山ゆい（まつやま ゆい）
事務所にチヤホヤされて子役から脚光を浴びて育った女優。映画の中で天使（聖）を演じる予定だったが、天使役は聖でなければと三峰に降板させられ、逆恨みから魔物が蠢くとも知らず自身のファンであるスタッフと共謀して洋を教会の地下室に閉じ込めてしまう。一ヶ月が過ぎても恨み続け、警察に聖と洋が事故の元凶だから調べてくれとしつこく言い続けるが、警察にも呆れられてしまう。続投が決まった映画の天使役に返り咲こうと三峰に猫なで声で絡み、片恋に苦しむ刀祢を嘲ったりと手段を選ばない。洋を教会の地下室に閉じ込めて重傷を負わせた元凶であることで聖の逆鱗に触れ、先に報復を受けたスタッフと共に記憶を消去されて教会跡で発見されるも廃人になり完全廃業に陥る。
小林（こばやし）
刀祢のマネージャー。下の名前は不明。心配性で、刀祢から夢の話を聞いて疲れていると彼を入院させている。映画撮影の事故に巻き込んで怪我を負わせたことを世間に知られまいとする会社の方針に賛同し、聖と洋を特別病棟に隠して彼らがそこにいることを出演者に秘密にし、刀祢にまで二人は病院から姿を消したと嘘をついて彼の信頼を失う。
ゆいのマネージャー
二人のマネージャーが登場した。前半の山の上の教会でゆいに同行した男性、後半の東京で我が儘なゆいに困惑している女性。
ゆいの母
突然、引き籠もりになってしまった娘を心配する。ゆいとは違って、とてもマトモな女性。娘の愚行には気づいていない。

## 番外編のあらすじ
無題
特に題名はない。聖と蘇生された洋のその後を知りたいという読者の声に応えて、当時の掲載誌「パンドラ」で最後に執筆した後日談である。N県S高原のキャンプ地を舞台に、伊藤の中学時代の友人である屋本と彼の意中のみおという少女が魔物に襲われる事件の渦中、聖と共に旅立った洋と伊藤の再会が描かれた。その後、タイタニック事件を絡めた長編を挟んで、真の意味での続編が決定したため、このエピソードはパラレル・ストーリーと化した。
果てしなき航海
第5巻1冊に纏められた長編。洋が生を受ける遙か昔、1912年にタイタニック号が沈む前年の晩秋、英国のウィルカックス男爵の隠し子「セイ」として聖が男爵邸にやって来たことから始まる。男爵を心臓麻痺に見せかけて毒殺した彼の弟夫婦に対する復讐に時間を浪費した所為でサタンに見つかり、口封じに殺されたとも知らず妹の死を嘆く少年ウィルをギルフォード（ウィルカックス男爵の弟）殺しの犯人にされ聖は自身の不覚を悔いる。なんとかウィルをアメリカに行かせようと手配した船は、かの名高きタイタニック号だった。女装してウィルを見守る聖だったが、サタンが仕向けた海の魔物から守った折に角を目撃され、神を裏切らせようとした敵だと叫んだウィルは守ってくれた聖を拒絶する。事情は知らないながら聖に想いを寄せ、優しく慰めるロングフォード侯爵。ウィルは、夫が誰にも許されない罪を犯し地獄に堕ちるのなら自身も共に地獄に行くという初老の婦人イサドル・ストラウスに諭され、沈没間際の混乱の中で"捨てようとした想い"を聖に告げ、幼い兄弟を託してロングフォード侯爵と共に氷海に沈む。聖は恋人と友人を救えなかった自身と彼らを含め大勢の人間を殺したサタンを憎み、なおもさ迷う孤独と嘆き苦しみを癒す洋との邂逅まで、更なる歳月を経なければならなかった。
一人の秋のエピソード
第12巻に収録された番外編。洋を捨てたことでサタンの部下ばかりか洋自身からも逃げ回る聖が、自身と同じように愛する人を顧みなかった後悔を引きずる少女と出会った。洋と共に生きる決意をして巡ってきた晩秋、少女との約束で公園を洋と共に通りかかる。
秋の終わりのめぐり逢い
第16巻に収録された特別番外編。親友に言葉の石礫をぶつけられ苦悩するまりこと、洋の幸福を祈る日々を過ごす伊藤の出会い。時期は「風の彼方」の前になる。
天使が降りた夜
第17巻に収録された「満月の後で」の少し後の番外編。シュリンが横恋慕して洋を拉致・監禁中の「風の彼方」より前である。くっついてきた真衣と共に洋と彼を騙して拉致したシュリンを捜す途中、魔物に問い質そうとして隙を突かれ、負傷した聖がミッションスクールの寮で生活する少女に匿われる。
巡りくる日々の奇跡
本編終了後の後日談。真衣編。洋しか眼中にない聖とシュリンの板挟みだった真衣が、テツの叱咤激励のつもりの石礫に傷つき吹雪に囲まれ迷子になり、捜しに来たテツが足を滑らせて転落しパニックに。死んだと思ったシュリンが現れ、天に懇願した聖の祈りが聞き届けられて助かっていたことを知る。
冬の幻影 前編・後編
「巡りくる日々の奇跡」より更に後のエピソード。仲間を気遣っていた反動が来てノイローゼ気味のまりこ。そんな矢先、親友のしのぶは彼女と一緒にいる時だけ何者かの視線を感じると不安を呟く。しのぶの不安が的中し、魔物に襲撃されるまりこを守る伊藤達。みんなには内緒で時たま聖&洋と連絡を取り合っていた伊藤は、まりこの精神安定のためにある公園でまりこと聖を引き合わせる。
天使がくれた夢
旧シリーズ終了後、「天地の特集本」として出た付録本に収録された単行本未収録作品であり、新装版最終巻に収録された。聖が1人でさ迷っていた時に幼馴染の少年・健が父親の転勤で引っ越すことになり、寂しい心を魔物に狙われた少女・美久が聖に救われ、約束通りに「1人ではない聖を見せて」という美久の願いを叶え、彼女と健の結婚式の日に聖と洋が訪れる。

## 用語
天界（てんかい）
聖やサタンが元々いた世界。神と天使のいる世界だが、前作の最終章で聖の力を奪い無理矢理に完全体の天使に戻して本人の意思を完全に無視して強制送還を企むなど人間とは価値基準や考え方があまりにも違いすぎており、聖と洋の友人らはとても聖が恋い焦がれるような素晴らしい故郷とは思えなかった。
地底（ちぞこ）
魔界のこと。
人切り城主
昔、領民を虐殺していた“人切り城主”と呼ばれる殺人鬼の領主がいて、見かねた家来の一人が民のために成敗して後も悪霊になって人々を苦しめたが、大きな翼と頭に角のある天人（聖）が封印したという伝説がある。伝説を信じない村の若い男達が天人の像を盗んだにも関わらず、村を訪れた余所者の洋達に"余所者は悪党だ"という妄想にしがみつく腐った性根の村人が濡れ衣を着せたが、城主の悪霊が再び殺戮を始めたため、洋を守るためにかつて"天人"に祀り上げられた聖が悪霊を倒した。

## イメージ・アルバムCD
1992年、ポニーキャニオンよりイメージアルバム化された。ヴォーカル曲はすべて原作者自らの手によるものとなった。楽曲自体はシンフォニックからシンセサイザーまで様々な「音」で異世界のイメージを表現している。
原作：高橋美由紀『天を見つめて地の底で』（秋田書店）
メーカー：ポニーキャニオン
発売日：1992年11月20日
型番：PCCG-202
- 1. 君のそばに……
- 2. 闇〜混沌
- 3. 扉〜光
- 4. もう一度会いたい夢でもいいから
- 5. 魔の誘惑
- 6. 迷いの刻
- 7. 偽り
- 8. 永遠に
- 9. 孤独
- 10. いつの日にか

## 書誌情報
- 髙橋美由紀『天を見つめて地の底で』秋田書店〈ホラー・コミックス〉、全18巻

1. 1990年11月15日発売 ISBN 4-253-12710-X
2. 1991年03月30日発売 ISBN 4-253-12711-8
3. 1991年06月30日発売 ISBN 4-253-12712-6
4. 1991年08月25日発売 ISBN 4-253-12713-4
5. 1991年11月25日発売 ISBN 4-253-12714-2
6. 1992年03月30日発売 ISBN 4-253-12715-0
7. 1992年07月25日発売 ISBN 4-253-12716-9
8. 1992年12月25日発売 ISBN 4-253-12717-7
9. 1993年06月25日発売 ISBN 4-253-12718-5
10. 1994年01月10日発売 ISBN 4-253-12719-3
11. 1994年08月20日発売 ISBN 4-253-12719-3
12. 1995年04月10日発売 ISBN 4-253-12731-2
13. 1996年01月01日発売 ISBN 4-253-12732-0
14. 1996年06月30日発売 ISBN 4-253-12733-9
15. 1998年03月20日発売 ISBN 4-253-12734-7
16. 1999年06月20日発売 ISBN 4-253-12735-5
17. 2000年01月15日発売 ISBN 4-253-12736-3
18. 2000年04月30日発売 ISBN 4-253-12824-6

- 高橋美由紀『新装版 天を見つめて地の底で』秋田書店〈ボニータ・コミックスα〉、全12巻
  1. 2015年10月16日発売 ISBN 978-4-253-26351-1
  2. 2015年12月16日発売 ISBN 978-4-253-26352-8
  3. 2016年2月16日発売 ISBN 978-4-253-26353-5
  4. 2016年4月15日発売 ISBN 978-4-253-26354-2
  5. 2016年6月16日発売 ISBN 978-4-253-26355-9
  6. 2016年7月15日発売 ISBN 978-4-253-26356-6
  7. 2016年8月16日発売 ISBN 978-4-253-26357-3
  8. 2016年9月16日発売 ISBN 978-4-253-26358-0
  9. 2016年10月14日発売 ISBN 978-4-253-26359-7
  10. 2016年11月16日発売 ISBN 978-4-253-26360-3
  11. 2016年12月16日発売 ISBN 978-4-253-26361-0
  12. 2017年1月16日発売 ISBN 978-4-253-26362-7
- 高橋美由紀『天を見つめて地の底で‐新章‐』秋田書店〈ボニータ・コミックス〉、既刊2巻（2015年12月16日現在）
  1. 2010年11月30日発売 ISBN 978-4-253-26091-6
  2. 2015年4月16日発売 ISBN 978-4-253-26092-3